# Gevigney-et-Mercey
Gevigney-et-Mercey è un comune francese di 483 abitanti situato nel dipartimento dell'Alta Saona nella regione della Borgogna-Franca Contea.

## Società

### Evoluzione demografica
Abitanti censiti